# Urceolina robledoana
Urceolina robledoana är en amaryllisväxtart som först beskrevs av Julio César Vargas Calderón, och fick sitt nu gällande namn av Hamilton Paul Traub. Urceolina robledoana ingår i släktet Urceolina och familjen amaryllisväxter. Inga underarter finns listade i Catalogue of Life.